# 迪斯巴赫
迪斯巴赫是奥地利上奥地利州谢尔丁县的一个市镇。总面积28平方公里，总人口1627人，人口密度58.1人/平方公里（2005年）。